# Coupe Challenge féminine de handball 2008-2009
Navigation
Coupe Challenge 2007-2008 Coupe Challenge 2009-2010
La coupe Challenge 2008-2009 est la 16e édition de la Coupe Challenge de handball féminin, compétition créée en 1993.
Elle est remportée pour la seconde fois par le club français du HBC Nîmes, vainqueur en finale du club allemand du Thüringer HC.

## Formule
La coupe Challenge, a priori la moins réputée des différentes compétitions européennes, est également appelée C4. 
L’épreuve débute par un tour préliminaire où quatre équipes se disputent la qualification pour les seizièmes de finale. 
Tous les autres tours se déroulent en matches aller-retour, y compris la finale. 

## Résultats

### Tour préliminaire
Ce premier tour opposent 4 équipes sous le forme d'un tournoi disputé sur 3 jours à Cothen aux Pays-Bas. Les deux premiers sont qualifiés pour les seizièmes de finale.
|   | Équipe                   | Pts | J | G | N | P | Bp | Bc | Diff |
| - | ------------------------ | --- | - | - | - | - | -- | -- | ---- |
| 1 | HV Fortissimo Cothen     | 6   | 3 | 3 | 0 | 0 | 78 | 58 | 20   |
| 2 | Házená Jindřichův Hradec | 4   | 3 | 2 | 0 | 1 | 70 | 66 | 4    |
| 3 | ŽRK Ambalaza Kabran      | 2   | 3 | 1 | 0 | 2 | 79 | 76 | 3    |
| 4 | ŽRK Željezničar Hadžići  | 0   | 3 | 0 | 0 | 3 | 70 | 97 | -27  |

### Seizièmes de finale
Équipes participantes
- HV Fortissimo Cothen (qualifié du 1er tour)
- Házená Jindřichův Hradec (qualifié du 1er tour)
- SSV "VEG" Dornbirn Schoren
- WAT Atzgersdorf
- ZRK Jedinstvo Tuzla
- HC Victory Regia Minsk
- ŽRK Trogir
- DHC Slavia Prague
- Cercle Dijon Bourgogne
- Handball Cercle Nîmes
- HSG Blomberg-Lippe
- Thüringer HC
- G.A.S. Megas Alexandros
- OF Nea Ionia
- Fram Reykjavik
- Ariosto Pallamano Ferrara
- Casalgrande Padana
- ŽRK Vardar Skopje
- Zeeman Vastgoed SEW
- Carlos-Astol Jelenia Gora
- Colégio João de Barros
- Gil Eanes
- RK Olimpija
- ŽORK Vrnjačka Banja
- ŽRK Knjaz Miloš
- LK Zug Handball
- TV Uster
- HC SCP Banská Bystrica
- Çankaya BSK
- Izmir BSB SK
- HC Smart Kryvy Rih
- Podatkova-Istil

Résultats
| Date aller        | Club                       | Aller     | Total   | Retour  | Club                        | Date retour     |
| ----------------- | -------------------------- | --------- | ------- | ------- | --------------------------- | --------------- |
| 1er novembre 2008 | Podatkova-Istil            | 24 – 21   | 57 – 47 | 33 – 26 | HC SCP Banská Bystrica      | 2 novembre 2008 |
| 1er novembre 2008 | WAT Atzgersdorf            | 23 – 38   | 52 – 73 | 29 – 35 | ŽRK Knjaz Miloš             | 8 novembre 2008 |
| 1er novembre 2008 | SSV "VEG" Dornbirn Schoren | 21 – 22   | 44 – 50 | 23 – 28 | OF Nea Ionia                | 8 novembre 2008 |
| 1er novembre 2008 | Çankaya BSK                | 33 – 30   | 65 – 62 | 32 – 32 | ŽRK Vardar Skopje           | 8 novembre 2008 |
| 1er novembre 2008 | HSG Blomberg-Lippe         | 45 – 24   | 77 – 50 | 32 – 26 | LK Zug Handball             | 8 novembre 2008 |
| 1er novembre 2008 | Izmir BSB SK               | 27 – 24   | 58 – 45 | 31 – 21 | TJ Házená Jindřichův Hradec | 8 novembre 2008 |
| 1er novembre 2008 | Colegio Joao de Barros     | 19 – 37   | 39 – 64 | 20 – 27 | ŽRK Trogir                  | 8 novembre 2008 |
| 1er novembre 2008 | Zeeman Vastgoed SEW        | 24 – 36   | 47 – 71 | 23 – 35 | Thüringer HC                | 8 novembre 2008 |
| 1er novembre 2008 | RK Olimpija                | 42 – 23 – | 78 – 50 | 36 – 27 | Fram Reykjavik              | 8 novembre 2008 |
| 1er novembre 2008 | ŽORK Vrnjačka Banja        | 32 – 18   | 60 – 36 | 28 – 18 | Casalgrande Padana          | 8 novembre 2008 |
| 1er novembre 2008 | TV Uster                   | 19 – 35   | 32 – 66 | 13 – 31 | Cercle Dijon Bourgogne      | 9 novembre 2008 |
| 1er novembre 2008 | Gil Eanes                  | 23 – 21   | 52 – 50 | 29 – 29 | HV Fortissimo Cothen        | 9 novembre 2008 |
| 2 novembre 2008   | Ariosto Pallamano Ferrara  | 20 – 37   | 42 – 84 | 22 – 47 | Handball Cercle Nîmes       | 9 novembre 2008 |
| 2 novembre 2008   | HC Victory Regia Minsk     | 34 – 29   | 61 – 66 | 27 – 37 | Carlos-Astol Jelenia Gora   | 8 novembre 2008 |
| 7 novembre 2008   | HC Smart Kryvy Rih         | 40 – 19   | 76 – 39 | 36 – 20 | G.A.S. Megas Alexandros     | 8 novembre 2008 |
| 8 novembre 2008   | DHC Slavia Prague          | 22 – 22   | 46 – 47 | 24 – 25 | ZRK Jedinstvo Tuzla         | 9 novembre 2008 |

### Huitièmes de finale
| Date aller      | Club                   | Aller   | Total   | Retour  | Club                      | Date retour     |
| --------------- | ---------------------- | ------- | ------- | ------- | ------------------------- | --------------- |
| 6 février 2009  | Handball Cercle Nîmes  | 38 – 18 | 75 – 33 | 37 – 15 | Podatkova-Istil           | 7 février 2009  |
| 7 février 2009  | ŽORK Vrnjačka Banja    | 34 – 29 | 73 – 48 | 39 – 19 | Carlos-Astol Jelenia Gora | 8 février 2009  |
| 7 février 2009  | OF Nea Ionia           | 25 – 26 | 54 – 57 | 29 – 31 | Thüringer HC              | 14 février 2009 |
| 7 février 2009  | ŽRK Trogir             | 34 – 26 | 59 – 52 | 25 – 26 | Gil Eanes                 | 15 février 2009 |
| 8 février 2009  | ZRK Jedinstvo Tuzla    | 21 – 37 | 38 – 74 | 17 – 37 | RK Olimpija               | 9 février 2009  |
| 13 février 2009 | Cercle Dijon Bourgogne | 27 – 23 | 60 – 41 | 33 – 18 | ŽRK Knjaz Miloš           | 14 février 2009 |
| 14 février 2009 | HSG Blomberg-Lippe     | 49 – 22 | 90 – 50 | 41 – 28 | Çankaya BSK               | 15 février 2009 |
| 14 février 2009 | Izmir BSB SK           | 28 – 25 | 56 – 50 | 28 – 25 | HC Smart Kryvy Rih        | 15 février 2009 |

### Quarts de finale
| Date aller   | Club                  | Aller   | Total   | Retour  | Club                   | Date retour     |
| ------------ | --------------------- | ------- | ------- | ------- | ---------------------- | --------------- |
| 13 mars 2009 | Handball Cercle Nîmes | 27 – 21 | 55 – 43 | 28 – 22 | Cercle Dijon Bourgogne | 22 mars 2009    |
| 14 mars 2009 | RK Olimpija           | 30 – 29 | 54 – 63 | 24 – 34 | HSG Blomberg-Lippe     | 15 février 2009 |
| 14 mars 2009 | ŽORK Vrnjačka Banja   | 27 – 28 | 59 – 63 | 32 – 35 | Thüringer HC           | 21 mars 2009    |
| 15 mars 2009 | Izmir BSB SK          | 33 – 26 | 57 – 56 | 24 – 30 | ŽRK Trogir             | 21 mars 2009    |

### Demi-finales
| Date aller    | Club               | Aller   | Total   | Retour  | Club                  | Date retour   |
| ------------- | ------------------ | ------- | ------- | ------- | --------------------- | ------------- |
| 11 avril 2009 | Thüringer HC       | 34 – 28 | 61 – 60 | 27 – 32 | Izmir BSB SK          | 19 avril 2009 |
| 11 avril 2009 | HSG Blomberg-Lippe | 23 – 22 | 47 – 48 | 24 – 26 | Handball Cercle Nîmes | 19 avril 2009 |

### Finale
| Date aller  | Club                  | Aller   | Total   | Retour  | Club         | Date retour |
| ----------- | --------------------- | ------- | ------- | ------- | ------------ | ----------- |
| 10 mai 2009 | Handball Cercle Nîmes | 26 – 22 | 56 – 47 | 30 – 25 | Thüringer HC | 16 mai 2009 |

## Les championnes d'Europe
| Championne d'Europe Coupe Challenge 2009 Handball Cercle Nîmes 2e titre |

L'effectif du Handball Cercle Nîmes était :
- Ingrid Barral
- Fanny Bosc
- Chloé Bulleux
- Delphine Carrat
- Chloé Carré
- Cindy Champion
- Charlène Clavel
- Blandine Dancette
- Pauline Delon
- Gisèle Donguet
- Jennie Florin
- Julie Goiorani
- Nicky Houba
- Adriana-Julia Ilie
- Linda Hansen-Lundmark
- Nathalie Macra
- Maureen Marchal
- Priscilla Marchal
- Alicia Perez
- Charlotte Peyrolles
- Adèle Ranson
- Mariama Signaté
- Mădălina Simule
- Bérénice Terol

Entraîneuse
- Manuela Ilie

## Statistiques
| Rang | Joueuse                | Club                  | Buts |
| ---- | ---------------------- | --------------------- | ---- |
| 1    | Serpil İskenderoğlu    | Izmir BSB SK          | 69   |
| 2    | Ivana Petković         | HSG Blomberg-Lippe    | 58   |
| 3    | Sabrina Richter        | HSG Blomberg-Lippe    | 58   |
| 4    | Martina Knytlová       | Thüringer HC          | 53   |
| 5    | Ana Gros               | RK Olimpija Ljubljana | 51   |
| 6    | Blandine Dancette      | Handball Cercle Nîmes | 41   |
| 7    | Jennie Florin          | Handball Cercle Nîmes | 40   |
| 8    | Mariama Signaté        | Handball Cercle Nîmes | 39   |
| –    | Jelena Trifunović (en) | ŽORK Vrnjačka Banja   | 39   |